# مكدامية ثلاثية الأوراق
مكدامية ثلاثية الأوراق أو جوز أستراليا (الاسم العلمي:Macadamia ternifolia) هي نوع نباتي يتبع جنس المكدامية من الفصيلة البروطية موطنه أستراليا.

## شجرتها
الشجرة كبيرة منتشرة الأفرع والأوراق كبيرة مموجة جلدية طولها حوالي 30 سم بحوافها أسنان قليلة أو غير موجودة تحمل الأزهار في عناقيد طويلة غير متفرعة كاملة لونها سمني مشوب بشقرة، يحمل كل عنقود 2 – 20 ثمرة كروية الشكل قطرها حوال 2.5 سم غلافها الخارجي جلدي ينشق عن غلاف داخلي صلب لامع خشن سميك يحتوي على بذرة كروية أو بذرتين كل منهما نصف كرة ، بها زيت تتراوح نسبته بين 60 ، 80 % وقليل من الحلاوة يجعل طعمها لذيذاً، تجفف الثمار في الشمس ثم تكسر لا ستخراج اللب الذي يجفف بدوره ويحمص أو يحمر في الزيت ويملح وتؤكل الثمار طازجه. أما ثمار نوه ماكاداميا انتجريفوليا فيفوق طعمها طعم الأولي عند تحميصها، وللشجره خشب صلب يمكن الإفادة منه ويعظم نموها في الأراضي الغنية العميقة ويعتدل في الأراضي الرملية، وهي بطيئة النمو متأخرة الإثمار تحتاج إلى فترة باردة وأخرى جافة كيما تزهر، نجحت زراعتها في مصر وفي أستراليا أنتجت سلالات أرق قشراً وأغني زيتاً وألذ طعماً ويتكاثر النبات بالبذور التي تعيش بحالة جيدة لمدة طويلة بعد جمعها.